# Interférence (communication)
Pour les articles homonymes, voir Interférence (homonymie).
En communication, les interférences sont les freins à la compréhension et à la réception du message.

## Déformation du message
Le média déforme toujours le message. La voix ne porte pas loin dans l'air, le câble atténue le signal...

## Interférences liées au récepteur
Le récepteur peut être responsable d'interférences, à cause de la surdité, la folie, l'anxiété...

## Interférences liées à l'émetteur
L'émetteur peut aussi être responsable d'interférences : mauvaise utilisation du média, mauvaise connotation, mauvaise utilisation des signes...

## Interférences liées au protocole de communication
Tout simplement le fait de ne pas avoir de langage commun, ou des connotations communes, ou le fait d'avoir un média impropre limite fortement la communication (crier dans un câble Ethernet ne permet pas de communiquer avec son ordinateur). Quand il ne s'agit pas d'interférences dues à la collision entre plusieurs messages.

## Sujet connexe
- Interférence électromagnétique